# آیتونز اوریجینالز - فیونا اپل
آیتونز اوریجینالز - فیونا اپل انتشارات خواننده-ترانه‌پرداز آمریکایی فیونا اپل در آیتونز اوریجینالز می‌باشد که در ۱۴ فوریهٔ سال ۲۰۰۶ در ایالات متحده و بعدها در دسامبر سال ۲۰۰۷ در بریتانیا منتشر گردید.